# Lacinipolia infecta
Lacinipolia infecta är en fjärilsart som beskrevs av Walker 1856. Lacinipolia infecta ingår i släktet Lacinipolia och familjen nattflyn. Inga underarter finns listade i Catalogue of Life.